# Super Bowl XXIII
Super Bowl XXIII was de 23ste editie van de Super Bowl, een Americanfootballwedstrijd tussen de kampioenen van de National Football Conference en de American Football Conference waarin bepaald werd wie de kampioen werd van de National Football League voor het seizoen van 1988. Namens de NFC speelden de San Francisco 49ers en de AFC werd vertegenwoordigd door de Cincinnati Bengals. De wedstrijd werd gespeeld op 22 januari 1989. De 49ers wonnen de wedstrijd met 20–16, nadat ze tijdens de laatste drie minuten van de wedstrijd 92 yards overwonnen en 34 seconden voor het einde van de wedstrijd de beslissende touchdown scoorden.

## Play-offs
Play-offs gespeeld na het reguliere seizoen.
| Geplaatste teams | Geplaatste teams                      | Geplaatste teams                      | Geplaatste teams                   | Geplaatste teams                   |
| Plaats           | AFC                                   | AFC                                   | NFC                                | NFC                                |
| ---------------- | ------------------------------------- | ------------------------------------- | ---------------------------------- | ---------------------------------- |
| 1                | Cincinnati Bengals (Centraal-winnaar) | Cincinnati Bengals (Centraal-winnaar) | Chicago Bears (Centraal-winnaar)   | Chicago Bears (Centraal-winnaar)   |
| 2                | Buffalo Bills (Oost-winnaar)          | Buffalo Bills (Oost-winnaar)          | San Francisco 49ers (West-winnaar) | San Francisco 49ers (West-winnaar) |
| 3                | Seattle Seahawks (West-winnaar)       | Seattle Seahawks (West-winnaar)       | Philadelphia Eagles (Oost-winnaar) | Philadelphia Eagles (Oost-winnaar) |
|                  | AFC Wild Card Game                    | AFC Wild Card Game                    | NFC Wild Card Game                 | NFC Wild Card Game                 |
| 4                | Cleveland Browns                      | 23                                    | Minnesota Vikings                  | 28                                 |
| 5                | Houston Oilers                        | 24                                    | L.A. Rams                          | 17                                 |

|  | Divisional Play-offs         | Divisional Play-offs       |                             |    | NFC & AFC Championships | NFC & AFC Championships |  |  | Super Bowl XXIII | Super Bowl XXIII |
|  |                              |                            |                             |    |                         |                         |  |  |                  |                  |
|  |                              |                            |                             |    |                         |                         |  |  |                  |                  |
|  | Soldier Field, 31 dec.       |                            |                             |    |                         |                         |  |  |                  |                  |
|  |                              |                            |                             |    |                         |                         |  |  |                  |                  |
|  | Chicago Bears                | 20                         |                             |    |                         |                         |  |  |                  |                  |
|  | Chicago Bears                | 20                         | Soldier Field, 8 jan.       |    |                         |                         |  |  |                  |                  |
|  | Philadelphia Eagles          | 12                         |                             |    |                         |                         |  |  |                  |                  |
|  | Philadelphia Eagles          | 12                         | Chicago Bears               | 3  |                         |                         |  |  |                  |                  |
|  | Candlestick Park, 1 jan.     |                            | Chicago Bears               | 3  |                         |                         |  |  |                  |                  |
|  |                              | San Francisco 49ers        | 28                          |    |                         |                         |  |  |                  |                  |
|  | San Francisco 49ers          | San Francisco 49ers        | 28                          | 34 |                         |                         |  |  |                  |                  |
|  | San Francisco 49ers          |                            | Joe Robbie Stadium, 22 jan. | 34 |                         |                         |  |  |                  |                  |
|  | Minnesota Vikings            | 9                          |                             |    |                         |                         |  |  |                  |                  |
|  | Minnesota Vikings            | 9                          | San Francisco 49ers         | 20 |                         |                         |  |  |                  |                  |
|  | Riverfront Stadium, 31 dec.  |                            | San Francisco 49ers         | 20 |                         |                         |  |  |                  |                  |
|  |                              | Cincinnati Bengals         | 16                          |    |                         |                         |  |  |                  |                  |
|  | Cincinnati Bengals           | Cincinnati Bengals         | 16                          | 21 |                         |                         |  |  |                  |                  |
|  | Cincinnati Bengals           | Riverfront Stadium, 8 jan. |                             | 21 |                         |                         |  |  |                  |                  |
|  | Seattle Seahawks             | 13                         |                             |    |                         |                         |  |  |                  |                  |
|  | Seattle Seahawks             | 13                         | Cincinnati Bengals          | 21 |                         |                         |  |  |                  |                  |
|  | Ralph Wilson Stadium, 1 jan. |                            | Cincinnati Bengals          | 21 |                         |                         |  |  |                  |                  |
|  |                              | Buffalo Bills              | 10                          |    |                         |                         |  |  |                  |                  |
|  | Buffalo Bills                | Buffalo Bills              | 10                          | 17 |                         |                         |  |  |                  |                  |
|  | Buffalo Bills                |                            |                             | 17 |                         |                         |  |  |                  |                  |
|  | Houston Oilers               | 10                         |                             |    |                         |                         |  |  |                  |                  |
|  | Houston Oilers               | 10                         |                             |    |                         |                         |  |  |                  |                  |